# Club Athlétique Renaissance Aiglon Brazzaville
Maillots
Actualités
Le CARA Brazzaville (Club Athlétique Renaissance Aiglon) est un club omnisports congolais fondé en 1935 et basé dans la ville de Brazzaville, capitale congolaise.

## Football

### Histoire
La section football connaît la gloire dans les années 70 et 80, avec de nombreux titres de champion du Congo, et un sacre en Coupe des clubs champions africains en 1974, face à l'équipe égyptienne de Ghazl El Mahallah.

### Palmarès
| Compétitions nationales | Compétitions internationales                                    |
| - Championnat du Congo (9) - Champion : 1970, 1972, 1973, 1974, 1975, 1976, 1982, 1984 et 2008. - Coupe du Congo (3) : - Vainqueur : 1981, 1986 et 1992. - Finaliste : 2007. | - Coupe des clubs champions africains (1) : - Vainqueur : 1974. |

### Entraîneurs emblématiques
- Cicerone Manolache (1972–1974)
- Wolf Wermer (1981)
- Raoul Shungu (2014)

## Handball féminin

### Palmarès
Compétitions internationales
- Ligue des champions d'Afrique :
  - Finaliste (1) : 1983.
- Coupe d'Afrique des vainqueurs de coupe :
  - Finaliste (1) : 1989.

Compétitions nationales
- Championnat du Congo :
  - Vainqueur (8) : 1978, 1979, 1982, 1999, 2002, 2005, 2007, 2011